# Niebanalna więź
Niebanalna więź – powieść Sary Waters, wydana w 1999, kolejna po debiutanckim Muskając aksamit.

## Opis fabuły
Akcja dzieje się w wiktoriańskiej Anglii, w latach 70. XIX w., w Londynie. Młoda, niezamężna dama Margaret Prior (nazywana także „Peggy” i „Aurora”), starając się wrócić do siebie po utracie ojca i nieudanej próbie samobójczej, zaczyna odwiedzać ponure więzienie Millbank. Tam spotyka Selinę Dawes, spirytystkę oskarżoną o napaść i spowodowanie śmierci. Pomiędzy kobietami stopniowo zaczyna rozwijać się uczucie, które pomaga obu kobietom przetrwać sytuacje, w których się znalazły.

## Ekranizacja
Na podstawie powieści został nakręcony film o tym samym tytule, w reżyserii Andrew Daviesa. Premiera miała miejsce 16 czerwca 2008 na Frameline, San Francisco International LGBT Film Festival, w teatrze Castro. Premiera telewizyjna w Wielkiej Brytanii miała miejsce 28 grudnia 2008 na ITV1.

## Nagrody
- Arts Council of Wales Book of the Year Award (shortlist), 2000
- Ferro-Grumley Award for Lesbian and Gay Fiction, 2000
- Lambda Literary Award for Fiction (shortlist), 2000
- Mail on Sunday/John Llewellyn Rhys Prize (shortlist), 2000
- Somerset Maugham Award for Lesbian and Gay Fiction, 2000
- Sunday Times Young Writer of the Year Award, 2000

## Tłumaczenia
| Rok  | Język       | Tytuł                                      |
| ---- | ----------- | ------------------------------------------ |
| 1999 | angielski   | Affinity                                   |
| 2006 | holenderski | Affiniteit                                 |
| 2004 | włoski      | Affinità                                   |
| 2004 | rosyjski    | Тонкая работа (издательство: Росмэн-Пресс) |
| 2004 | polski      | Niebanalna więź                            |
| 2002 | tajwański   | 華麗的邪惡                                 |
| 2002 | niemiecki   | Selinas Geister                            |